# Liste der Kulturdenkmale in Eppendorf

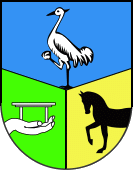
Wappen von Eppendorf

In der Liste der Kulturdenkmale in Eppendorf sind die Kulturdenkmale der sächsischen Gemeinde Eppendorf verzeichnet, die bis Oktober 2022 vom Landesamt für Denkmalpflege Sachsen erfasst wurden (ohne archäologische Kulturdenkmale). Die Anmerkungen sind zu beachten.
Diese Aufzählung ist eine Teilmenge der Liste der Kulturdenkmale im Landkreis Mittelsachsen.

## Eppendorf
| Bild                                    | Bezeichnung                                                                                           | Lage                            | Datierung                                                                       | Beschreibung | ID       |
| --------------------------------------- | --- | ------------------------------- | ------------------------------------------------------------------------------- | --- | -------- |
| Direkt Bild zu diesem Denkmal hochladen | Wohnhaus                                                                                              | Albertplatz 5 (Karte)           | Um 1880/1890                                                                    | Mit Laden, qualitätvoller Wohnbau mit prägendem Zwerchhaus, baugeschichtlich von Bedeutung. Zweigeschossiger Putzbau mit Putznutung und Putzquaderung, Fensterverdachung im ersten Obergeschoss mit Dreiecksgiebelchen, Segmentbögen und waagrechtem Gebälk, Läden modernisiert. | 09240692 |
| Weitere Bilder                          | Empfangsgebäude mit Güterabfertigung, Nebengebäude und Lokschuppen des Bahnhofs Eppendorf             | Bahnhofstraße 2a, 4 (Karte)     | 1893 eröffnet                                                                   | Ursprünglich Teil der Schmalspurbahn Hetzdorf–Eppendorf–Großwaltersdorf (6981, sä. HG), zeittypische Klinkerbauten, baugeschichtlich, ortsgeschichtlich und eisenbahngeschichtlich von Bedeutung. - Empfangsgebäude: zweigeschossiger roter Klinkerbau über Natursteinsockel, Drempel, Zahnschnittfries, im Giebel Klinkerzier, Satteldach, westlich eingeschossiger Anbau - Nebengebäude: östlich des Empfangsgebäudes eingeschossiger Klinkerbau über Natursteinsockel, Satteldach - Güterabfertigung: südlich des Empfangsgebäudes, Klinkerbau mit Satteldach, östlich jüngerer Anbau - Lokschuppen (Bahnhofstraße 4): Fachwerkbau mit Klinkerausfachung, nördlich Abseite, Ostseite mit hölzernem Vorbau Auf der Bahnstrecke Hetzdorf–Eppendorf–Großwaltersdorf verkehrte eine Schmalspurbahn mit der Spurweite 750 mm. In Hetzdorf an der Bahnstrecke Reitzenhain–Flöha beginnend führte die Bahnverbindung durch das Lößnitztal nach Eppendorf und Großwaltersdorf (Streckenlänge knapp 14 km). Der erste Abschnitt Hetzdorf–Eppendorf wurde am 1. Dezember 1893 eröffnet, am 1. November 1916 wurde die Verlängerung nach Großwaltersdorf in Betrieb genommen. 1968 erfolgte mit der Schließung der Verbindung Hetzdorf–Eppendorf die vollständige Stilllegung des Bahnverkehrs auf dieser Strecke. Von dem Bahnhof Eppendorf sind nur Hochbauten erhalten, Schienen und andere Betriebsanlagen existieren nicht mehr. Bei den Gebäuden handelt es sich um vorwiegend in Klinker ausgeführte Typenbauten (vgl. Bahnhof Hetzdorf (Flöhatal)). Der etwas abseits gelegene Lokschuppen besteht aus Fachwerk mit Klinkerausfachung. Der Bahnhof Eppendorf ist ein Zeugnis der Eisenbahnentwicklung im Erzgebirge, die durch die Industrialisierung im 19. Jahrhundert vorangetrieben wurde. Mit der Bahnstrecke durch das Lößnitztal erhielten mehrere Textilfabriken und holzverarbeitende Betriebe eine bessere, moderne Verkehrserschließung. Anhand des Bahnhofs Eppendorf werden somit wichtige historische Entwicklungsprozesse veranschaulicht, wodurch er sowohl verkehrsgeschichtliche als auch ortsgeschichtliche Bedeutung erlangt. Als Schmalspurbahnhof der Zeit um 1900 verkörperte er auch einen bautypologischen Aussagewert. | 09306396 |
| Direkt Bild zu diesem Denkmal hochladen | Villa Bauer                                                                                           | Borstendorfer Straße 15 (Karte) | 1900                                                                            | Schlichter Putzbau mit Balkons und Mansardwalmdach, baugeschichtlich von Bedeutung. Zweigeschossiger Putzbau mit geringem Jugendstileinfluss, Innenausstattung sehr gut erhalten. | 09240797 |
| Direkt Bild zu diesem Denkmal hochladen | Westliches Wohnstallhaus eines Dreiseithofes                                                          | Borstendorfer Straße 37 (Karte) | Um 1800                                                                         | Stattlicher Wohnbau mit Sichtfachwerk im Obergeschoss und hohem Satteldach mit Schiefereindeckung, baugeschichtlich von Bedeutung. Erdgeschoss massiv, guter Originalzustand, Fenster erneuert in gleicher Größe ohne Sprossen. | 09240572 |
| Direkt Bild zu diesem Denkmal hochladen | Ehemaliges Herrenhaus eines Lehngerichtes, später Villa, mit Kastanienallee am ehemaligen Zufahrtsweg | Freiberger Straße 21 (Karte)    | Um 1880 (Herrenhaus des Lehngerichtes); 1920 (Umbau zur Villa); um 1920 (Allee) | Villa des Lederfabrikanten Leonhardt, später Kindergarten der Gemeinde Eppendorf, heute Wohnhaus, anspruchsvoller Villenbau der Chemnitzer Architekten Kornfeld und Benirschke von großer ortsgeschichtlicher, baugeschichtler und baukünstlerischer Bedeutung. Mit zweibogiger Kumthalle, Fachwerk Obergeschoss, Giebel verkleidet, Erdgeschoss massiv und modernisiert, geringer Denkmalwert. Ursprünglich Herrenhaus des Lehngerichtes, vermutlich um 1870 erbaut. Grundlegender Umbau zur Villa 1920 nach Entwurf des Chemnitzer Architekturbüro Kornfeld & Benirschke im Auftrag des Schuhfabrikanten Kurt Leonhardt. Die Bauausführung hatte das Eppendorfer Baugeschäft Richard Fischer übernommen. Der Vorgängerbau wurde in den Villenbau integriert, der Keller blieb dabei original erhalten. Nach 1945 wurde die Villa langjährig als Kindergarten genutzt. Heute befindet sich das Gebäude im Privatbesitz. Die ursprünglichen Wirtschaftsgebäude des Lehngerichtes blieben nicht erhalten oder wurden umgebaut. Sie sind nicht denkmalwürdig. Zum Anwesen führte ursprünglich ein Fahrweg, heute Fußweg, welcher beiderseits von Kastanien flankiert wird. Die Kastanienallee wurde eventuell zeitgleich mit dem Umbau zur Villa gepflanzt. Sie ist heute denkmalwürdig und steht zugleich unter Naturschutz. Die zweigeschossige Villa, ein neobarocker Putzbau über unregelmäßigem Grundriss, wird durch ein hohes Mansardwalmdach abgeschlossen, welches durch ein Uhrtürmchen mit Glockendach bekrönt wird. Der Vergleich mit den Bauentwurfszeichnungen zeigt leichte Vereinfachungen und Veränderungen. Es könnte sein, dass beispielsweise der ursprünglich vorgesehene Wintergarten ebenso nicht gebaut wurde, wie ein Holzerker im Obergeschoss an der Hoftraufseite und eine große Toreinfahrt neben der Villa. Die ursprünglich sicherlich vorhanden gewesenen Fensterklappläden im Obergeschoss sowie die rundbogigen Gauben waren sicherlich bedeutsam für das Erscheinungsbild des Hauses. Trotz aller genannten Vereinfachungen und Veränderungen beeindruckt das Gebäude durch seine ausgewogenen Proportionen. Bedeutsam für das Erscheinungsbild sind die größtenteils original erhaltenen Fenster, davon teilweise Schiebefenster. Im Inneren blieb trotz langjähriger Nutzung als Kindergarten und wohl auch als Schule die bauzeitliche Ausstattung weitgehend erhalten. Hierzu gehören schlichte Stuckdecken in den Räumen des Obergeschosses, Parkettfußböden, Wandvertäfelungen im Erdgeschoss und Holzgeländer im Treppenhaus. Das Haus ist voll unterkellert. Der Keller stammt eindeutig vom Vorgängerbau, der nach der Ausbildung der Kellerdecken mit Kappengewölben und Doppel-T-Trägern zu urteilen nach 1870 gebaut wurde. Der Denkmalwert des Gebäudes ergibt sich aus der ortsgeschichtlichen Bedeutung auf Grund der Nutzungsgeschichte des Hauses, insbesondere auch als Wohnhaus des für die Wirtschaftsgeschichte des Ortes bedeutsamen Schuhfabrikanten Leonhardt. Weiterhin kommt dem Bau auch eine große baugeschichtliche Bedeutung zu auf Grund seiner besonderen zeittypischen Ausprägung und seines guten Originalzustandes. Die Villa wird wesentlich geprägt durch den Entwurf des bedeutenden Chemnitzer Architekturbüros Kornfeld & Benirschke. Auch die Tatsache, dass die Villa Teil des Œuvres dieses bedeutenden Architekturbüros ist, begründet ihre baugeschichtliche Bedeutung. Durch die qualitätvolle architektonische Gestaltung kommt der Villa weiterhin eine große baukünstlerische Bedeutung zu. | 09304291 |
| Direkt Bild zu diesem Denkmal hochladen | Westliches Seitengebäude (mit Kumthalle) eines Vierseithofes                                          | Freiberger Straße 95 (Karte)    | 19. Jahrhundert                                                                 | Obergeschoss Fachwerk, baugeschichtlich von Bedeutung. Mit zweibogiger Kumthalle, Erdgeschoss massiv und modernisiert, Giebel verkleidet. | 09240696 |
| Direkt Bild zu diesem Denkmal hochladen | Ehemaliges Wohnstallhaus                                                                              | Fritz-Heckert-Weg 1 (Karte)     | Um 1830                                                                         | Obergeschoss Fachwerk verkleidet, baugeschichtlich von Bedeutung. Erdgeschoss und Giebel massiv, Satteldach,Tür- und Fenstergewände erhalten, jüngeres angebautes Wohnhaus kein Denkmal. | 09240566 |
| Direkt Bild zu diesem Denkmal hochladen | Wohnstallhaus                                                                                         | Fritz-Heckert-Weg 2 (Karte)     | 1829                                                                            | Stattlicher Wohnbau mit Fachwerkobergeschoss, baugeschichtlich von Bedeutung. Erdgeschoss massiv, ein Giebel massiv, Bauveränderungen, zu breite Fenster, Mansarddach mit Schopf, Bauherr Uhlig. | 09240565 |
| Direkt Bild zu diesem Denkmal hochladen | Pfarrhaus mit Kantorat                                                                                | Kirchweg 1 (Karte)              | 2. Hälfte 19. Jahrhundert                                                       | Schlichter Putzbau mit klarer und ausgewogener Fassade, baugeschichtlich und ortsgeschichtlich von Bedeutung. Zweigeschossig mit drei zu acht Achsen, zum Teil originale Fenster und alte Haustür, Gurt- und Traufgesims, Walmdach. | 09240569 |
| Weitere Bilder                          | Kirche mit Orgel, Kirchhof, Kirchhofsmauer und Denkmal für die Gefallenen des Ersten Weltkrieges      | Kirchweg 2 (Karte)              | 1863–1865 (Kirche und Orgel); nach 1918 (Kriegerdenkmal)                        | Saalkirche mit Westturm im Rundbogenstil des 19. Jahrhunderts, baugeschichtlich und ortsgeschichtlich von Bedeutung. - Kirche: verputzter Bruchsteinbau, Chor mit 3/8 Schluss, hohe Zwillingsfenster im Rundbogenstil, Gliederung durch Lisenen und Rundbogenfriese, Westturm mit verschiefertem Helm über quadratischem Grundriss, Orgel von Orgelbaumeister Christian Friedrich Göthel, entstanden 1863 bis 1865 mit neugotischem Prospekt - Denkmal Erster Weltkrieg (nachträglich auch für die Gefallenen des Zweiten Weltkrieges): kniende männliche Figur, das Haupt mit geschlossenen Augen gen Himmel gerichtet, Rochlitzer Porphyrtuff, Anfang 1920er Jahre | 09240567 |
| Direkt Bild zu diesem Denkmal hochladen | Wohnstallhaus mit angefügtem Scheunenteil                                                             | Leubsdorfer Straße 22 (Karte)   | Nach 1800                                                                       | Traditioneller Wohnbau in Fachwerkbauweise, baugeschichtlich von Bedeutung. Obergeschoss Fachwerk, Erdgeschoss und beide Giebel massiv, originale Tür- und Fenstergewände, Satteldach, Scheunenanbau massiv. | 09240564 |
| Direkt Bild zu diesem Denkmal hochladen | Wohnhaus                                                                                              | Oederaner Straße 6 (Karte)      | Um 1890                                                                         | Repräsentativer Putzbau mit übergiebeltem Mittelrisalit und reicher Gliederung, baugeschichtlich und städtebaulich von Bedeutung. Sehr guter Originalzustand, im Sockelbereich verändert, zweigeschossig, Mittelrisalit dreigeschossig, acht Achsen und drei Achsen, leichte Schwebegiebel, Putznutung im Erdgeschoss, Glattputz, Putzquaderung an Ecken, nur Einzelfenster verändert, ursprünglich vermutlich grüne Fassadenfärbung. | 09240570 |
| Direkt Bild zu diesem Denkmal hochladen | Ehemalige Ölmühle mit technischer Ausstattung                                                         | Schillerweg 5 (Karte)           | Nach 1700                                                                       | Ortsgeschichtlich und technikgeschichtlich von Bedeutung. Ausstattung vollständig erhalten, funktionstüchtig bei Schaffung neuen Antriebs, Welle, Getriebe, Leinklapper, Stampfe. | 09240694 |
| Direkt Bild zu diesem Denkmal hochladen | Wohnhaus                                                                                              | Steinweg 6 (Karte)              | 1877                                                                            | Beispiel für die jüngere Fachwerkbauweise, baugeschichtlich von Bedeutung. Fachwerk Obergeschoss mit Drempel und Andreaskreuzen, Erdgeschoss massiv, verändert, leichter Schwebegiebel. | 09240695 |

## Großwaltersdorf
| Bild                                    | Bezeichnung | Lage                          | Datierung                                                           | Beschreibung | ID       |
| --------------------------------------- | --- | ----------------------------- | ------------------------------------------------------------------- | --- | -------- |
| Direkt Bild zu diesem Denkmal hochladen | Wohnhaus | Eppendorfer Straße 59 (Karte) | Bezeichnet mit 1877, im Kern älter                                  | Stattlicher, ortsbildprägender Fachwerkbau von baugeschichtlicher Bedeutung. Obergeschoss Fachwerk, Erdgeschoss massiv (Bruchsteinmauerwerk), schöne Haustür, am Türstock datiert, originale Fenster, Krüppelwalmdach mit Schiefereindeckung, Giebel und eine Traufseite verschiefert. | 09240652 |
| Weitere Bilder                          | Kirche mit Ausstattung, Kirchhof mit Einfriedungsmauer und Kirchhofstor, Denkmal für die Gefallenen des Ersten Weltkrieges, Gedenkstein für die Opfer des Zweiten Weltkrieges und Aufbahrungshäuschen | Gränitzer Straße (Karte)      | 1829 bis 1831 (Kirche); nach 1928 (Kriegerdenkmal Erster Weltkrieg) | Klassizistische Saalkirche, verputzter Bruchsteinbau mit geradem Schluss, Gliederungen in Rochlitzer Porphyr, Westturm mit oktogonaler Laterne und geschweifter Haube, baugeschichtlich und ortsgeschichtlich von Bedeutung. - Kirche: hoher rechteckiger Saal, quadratischer Westturm, umlaufende doppelte Emporen, Kanzelaltar, klassizistische Sandstein-Taufe - Grabstätte Kirbach: alter Grabstein aus dem 18. Jahrhundert, Baumstumpf als Kreuz und Anker, ehemaliger Grabstein eines Seefahrers, der sich diesen selbst anfertigte (laut mündlicher Überlieferung), 2014 nicht mehr auffindbar | 09240656 |

## Kleinhartmannsdorf
| Bild                                    | Bezeichnung | Lage                          | Datierung | Beschreibung | ID       |
| --------------------------------------- | --- | ----------------------------- | --- | --- | -------- |
| Direkt Bild zu diesem Denkmal hochladen | Wohnstallhaus, Seitengebäude und Scheune eines Dreiseithofes | Am Mühlgraben 1 (Karte)       | 1. Hälfte 19. Jahrhundert | Alle Gebäude im Obergeschoss verbrettertes Fachwerk, baugeschichtlich und sozialgeschichtlich von Bedeutung. Erdgeschosse massiv, Satteldächer, Wohnhaus originale Haustür, steiles Satteldach, ein Giebel verschiefert, wichtig für Ortsbild durch Lage bei Kirche. | 09240581 |
| Weitere Bilder                          | Kirche mit Ausstattung, Kirchhof mit Einfriedungsmauer und Kirchhofstor sowie Denkmal für die Gefallenen des Ersten Weltkrieges und Gedenktafel für die Gefallenen des Zweiten Weltkrieges an der äußeren südlichen Kirchenwand | Dorfstraße (Karte)            | Ende 15. Jahrhundert (Kirche); um 1510 (Schnitzfigur Anna Selbdritt); 2. Hälfte 17. Jahrhundert (Beichtstuhl); Mitte 18. Jahrhundert (Kanzelaltar); nach 1918 (Kriegerdenkmal 1. Weltkrieg) | Saalkirche mit eingezogenem Chor und Strebepfeilern, baugeschichtlich und ortsgeschichtlich von Bedeutung. Rechteckiger Saal mit Westturm, Walmdach, einschiffig mit Dachreiter, eingezogener dreiseitig geschlossener Chor, Strebepfeiler, durchgehend flach gedeckt, Pfarrergrabmal in Form eines Obelisken von 1746 für Pfarrer Carl Gotthelff Sachße, an Emporen freigelegte Schablonenmalereien, umlaufende Einfriedungsmauer aus Bruchstein. | 09240579 |
| Direkt Bild zu diesem Denkmal hochladen | Wohnstallhaus eines Bauernhofes | Dorfstraße 14 (Karte)         | Um 1800 | Baugeschichtlich von Bedeutung. Obergeschoss Fachwerk verschiefert, an Hoftraufseite freiliegend, Erdgeschoss massiv unterfahren, Satteldach, in Proportionen und Fassadengliederung erhalten, wichtig für Ortsbild. | 09240583 |
| Direkt Bild zu diesem Denkmal hochladen | Wohnhaus | Dorfstraße 48 (Karte)         | 1. Hälfte 19. Jahrhundert | Obergeschoss Fachwerk verbrettert, baugeschichtlich von Bedeutung. Erdgeschoss massiv, Proportionen und Fensteraufteilung sowie Fenstergröße erhalten, Satteldach. | 09240577 |
| Direkt Bild zu diesem Denkmal hochladen | Wohnstallhaus eines Dreiseithofes | Dorfstraße 81 (Karte)         | Um 1800 | Obergeschoss Fachwerk, baugeschichtlich und ortsbildprägend von Bedeutung. Erdgeschoss massiv, im Stallteil auch im Obergeschoss massiv, Giebel verbrettert, Fenstergliederung original, Satteldach, sehr schöne Straßenansicht, wichtig für Ortsbild. | 09240578 |
| Direkt Bild zu diesem Denkmal hochladen | Wohnstallhaus, Seitengebäude und Scheune eines Dreiseithofes sowie zwei Hofbäume | Dorfstraße 105 (Karte)        | Um 1800 (Dreiseithof); Mitte 19. Jahrhundert (Wohnstallhaus und Seitengebäude) | In seiner Struktur gut erhaltener Dreiseithof, alle Gebäude in Fachwerkbauweise, zwei Kastanien als Hofbäume, baugeschichtlich und ortsbildprägend von Bedeutung. - Wohnhaus: Obergeschoss Fachwerk, im vorderen Teil massiv ersetzt, zu große Fenster, aber wichtig für Ensemble, Satteldach - Seitengebäude und Scheune: in Fachwerkbauweise, Satteldächer Der Hof wird komplettiert durch zwei große Kastanienbäume als Hofbäume.               | 09240576 |
| Direkt Bild zu diesem Denkmal hochladen | Wohnstallhaus eines Bauerngutes | Freiberger Straße 207 (Karte) | Um 1800 | Obergeschoss Fachwerk, teilweise verbrettert, baugeschichtlich von Bedeutung. Erdgeschoss massiv, über Stall auch im Obergeschoss massiv, aber unwesentlich, Schuppen angebaut. | 09240573 |
| Direkt Bild zu diesem Denkmal hochladen | Wohnstallhaus eines ehemaligen Gehöfts | Freiberger Straße 220 (Karte) | Vor 1800 | Weitgehend original erhaltener Fachwerkbau mit baugeschichtlicher und straßenbildprägender Bedeutung. Obergeschoss Fachwerk, teils verbrettert, teils verschiefert, steiles Satteldach, Erdgeschoss massiv, guter Originalbestand. | 09240574 |
| Direkt Bild zu diesem Denkmal hochladen | Wohnstallhaus | Freiberger Straße 227 (Karte) | Um 1820 | Fachwerkgebäude als Teil der alten Ortsstruktur, baugeschichtlich von Bedeutung. Obergeschoss Fachwerk verkleidet, Erdgeschoss massiv, originales Türgewände, Satteldach. | 09240575 |

## Tabellenlegende
- Bild: Bild des Kulturdenkmals, ggf. zusätzlich mit einem Link zu weiteren Fotos des Kulturdenkmals im Medienarchiv Wikimedia Commons. Wenn man auf das Kamerasymbol klickt, können Fotos zu Kulturdenkmalen aus dieser Liste hochgeladen werden:
- Bezeichnung: Denkmalgeschützte Objekte und ggf. Bauwerksname des Kulturdenkmals
- Lage: Straßenname und Hausnummer oder Flurstücknummer des Kulturdenkmals. Die Grundsortierung der Liste erfolgt nach dieser Adresse. Der Link (Karte) führt zu verschiedenen Kartendiensten mit der Position des Kulturdenkmals. Fehlt dieser Link, wurden die Koordinaten noch nicht eingetragen. Sind diese bekannt, können sie über ein Tool mit einer Kartenansicht einfach nachgetragen werden. In dieser Kartenansicht sind Kulturdenkmale ohne Koordinaten mit einem roten bzw. orangen Marker dargestellt und können durch Verschieben auf die richtige Position in der Karte mit Koordinaten versehen werden. Kulturdenkmale ohne Bild sind an einem blauen bzw. roten Marker erkennbar.
- Datierung: Baubeginn, Fertigstellung, Datum der Erstnennung oder grobe zeitliche Einordnung entsprechend des Eintrags in der sächsischen Denkmaldatenbank
- Beschreibung: Kurzcharakteristik des Kulturdenkmals entsprechend des Eintrags in der sächsischen Denkmaldatenbank, ggf. ergänzt durch die dort nur selten veröffentlichten Erfassungstexte oder zusätzliche Informationen
- ID: Vom Landesamt für Denkmalpflege Sachsen vergebene, das Kulturdenkmal eindeutig identifizierende Objekt-Nummer. Der Link führt zum PDF-Denkmaldokument des Landesamtes für Denkmalpflege Sachsen. Bei ehemaligen Kulturdenkmalen können die Objektnummern unbekannt sein und deshalb fehlen bzw. die Links von aus der Datenbank entfernten Objektnummern ins Leere führen. Ein ggf. vorhandenes Icon  führt zu den Angaben des Kulturdenkmals bei Wikidata.